# Phalacrus difformis
Phalacrus difformis là một loài bọ cánh cứng trong họ Phalacridae. Loài này được LeConte in Agassiz miêu tả khoa học năm 1850.